# Frinico (tragediografo)
Frinico (in greco antico: Φρύνιχος?, Phrýnichos; Atene, 535 a.C. circa – Sicilia, dopo il 476 a.C.) è stato un tragediografo ateniese.
Allievo di Tespi, fu uno dei primi tragediografi greci e precursore di Eschilo; fu attivo probabilmente a partire dagli anni della tirannide di Ippia, tra il 514 e il 510 a.C.

## Biografia
A Frinico sarebbe dovuta l'invenzione del genere della tragedia di argomento storico, con La presa di Mileto e Le fenicie. Il genere, maturato dall'orgoglio patriottico scaturito dal conflitto tra Greci e Persiani, sarebbe stato ripreso da Eschilo nei Persiani ma poi abbandonato per tutto il resto del V secolo a.C. Secondo la Suda Frinico fu il primo ad introdurre personaggi femminili sul palco, rappresentati da attori di sesso maschile con maschere, e avrebbe creato un uso speciale del tetrametro trocaico. La sua prima vittoria in un agone tragico è documentata tra il 511 e il 508 a.C., ed è certo che ne riportò almeno un'altra nel 476 a.C., quando presentò le Fenicie avendo come corego Temistocle.

## Opere
La sua opera più nota, di cui tuttavia non rimane alcun frammento, è la Presa di Mileto, che raccontava della caduta della città ionica nelle mani dei Persiani nel 494 a.C., e che fu rappresentata probabilmente nello stesso anno. Secondo lo storico Erodoto, gli Ateniesi mostrarono una particolare afflizione per l'accaduto, e quando Frinico mise in scena la sua opera provocò una commozione tale da far scoppiare in lacrime tutti gli spettatori. La città decise dunque di comminare al tragediografo una multa di 1000 dracme per aver rievocato sventure cittadine, e ordinarono che l'opera non fosse mai più rappresentata. Lo storico romano Ammiano Marcellino riportò una versione leggermente diversa dei fatti, che ha spinto alcuni interpreti moderni a suggerire che la multa fosse stata determinata dalle posizioni politiche filopersiane di Frinico.
Abbiamo notizie di alcuni altri titoli di opere di Frinico, quali Alcesti, Atteone, Danaidi, Pleuronie, Tantalo. Tali titoli sono indice di un'ampia produzione di argomento mitologico accanto a quella di argomento storico.
Aristofane ne tesse ripetutamente le lodi nelle sue commedie, ma allo stesso tempo presenta, seppur in modo ironico, il disprezzo che un tragediografo come Euripide provava per il teatro arcaico di Frinico.